# بدر الدين موسى بن أبي بكر الأزكشي
الأمير بدر الدين موسى ابن الأمير سيف الدين أبي بكر محمد الأزكشي (ت. شعبان سنة 715هـ/ تشرين الثاني 1315م) كان أميرًا من القبيلة المروانية الكردية في الدولة المملوكية. وهو من مقدمي الحلقة الشامية في الجيش المملوكي التي شاركت في معركة شقحب مع المغول سنة 702هـ/1303م، وقد أثنت المصادر على دوره القيادي في المعركة، وبلائه الحسن في قتال المغول، وتقديرا لجهوده قام السلطان الناصر محمد بن قلاوون بترقيته إلى رتبة أمير طبلخاناه ثم ولاه نيابة الرحبة في تلك السنة.

## سيرته

### نيابة الرحبة
جهزه الأمير جمال الدين آقوش الأفرم نائب الشام ليتولى نيابة الرحبة سنة 703هـ/1303م. أثبت الأمير الأشرف موسى كفاءة عالية في إدارة هذه النيابة لأكثر من عشر سنوات، وله الفضل الأكبر في مقاومة الحملة المغولية على بلاد الرحبة بقيادة الملك المغولي محمد أولجايتو (خرابندا) سنة 712هـ/1312م، وكانت هذه الحملة بتحريض من اثنين من الأمراء المماليك الفارين إليه هما الأمير شمس الدين قراسنقر وجمال الدين آقوش الأفرم. وكان الأفرم قد سعى في ترقية الأمير موسى وتوليته الرحبة لدى السلطان فظن أن هذا الأمير سيسلم له القلعة، لكنه رفض ذلك وقاوم الحصار الكبير الذي فرضه المغول على قلعتها حتى دب الفناء في صفوفهم فاضطروا إلى الرحيل تاركين خلفهم آلات الحصار الضخمة من منجنيقات وغيرها فغنمها أهل الرحبة ونقولها إلى مدينتهم.

### وفاته
وما أن وصل السلطان الناصر محمد بجيشه من مصر إلى بلاد الشام حتى كان خبر رحيل المغول قد وصل إليه، وكان المغول قد نصبوا المصائد للحمام الزاجل أثناء الحصار حتى لا تصل الأخبار إلى مصر والشام، ولما التقى الناصر بالأمير موسى قرب الرحبة في مطلع العام التالي، أعجب به وقام بترقيته إلى رتبة أمير مئة مقدم ألف، وبقي الأمير موسى نائبًا على الرحبة حتى عام 715هـ/1315م، ثم عزل عنها وأعطي إمرة بدمشق وتولى بكتوت القرماني نيابة الرحبة، وظل موسى بدمشق حتى توفي في ذلك العام في يوم الجمعة ثامن شعبان بداره بميدان الحصى ظاهر دمشق، ودفن عند القبيبات، وحضر الأمير سيف الدين تنكز نائب الشام جنازته.